# St. Ägidius (Röckenhofen)

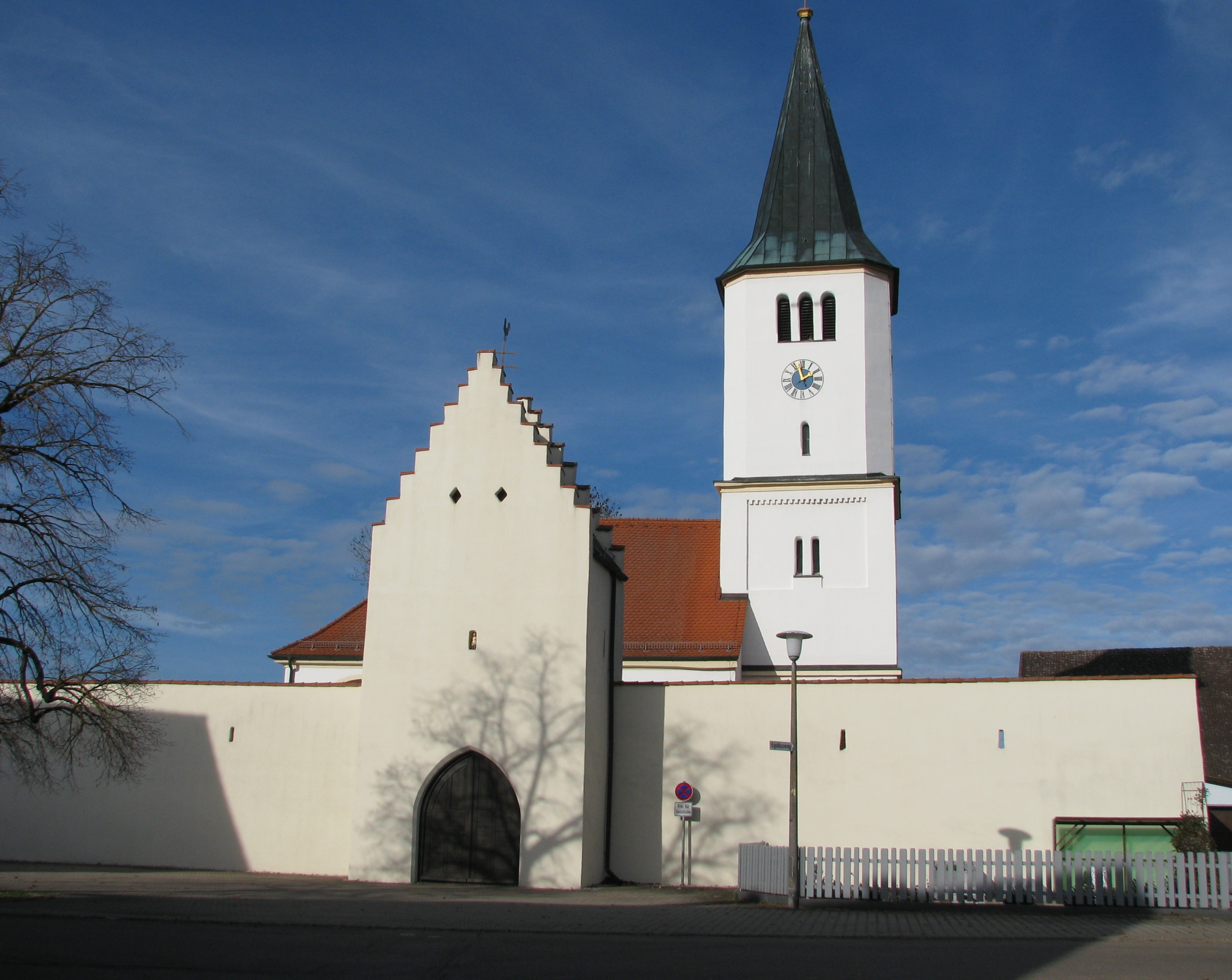
Wehrkirchenanlage St. Ägidius

Die Katholische Pfarrkirche St. Ägidius ist eine  frühere Wehrkirche in Röckenhofen, einem Gemeindeteil der Stadt Greding im Landkreis Roth (Regierungsbezirk Mittelfranken, Bayern).

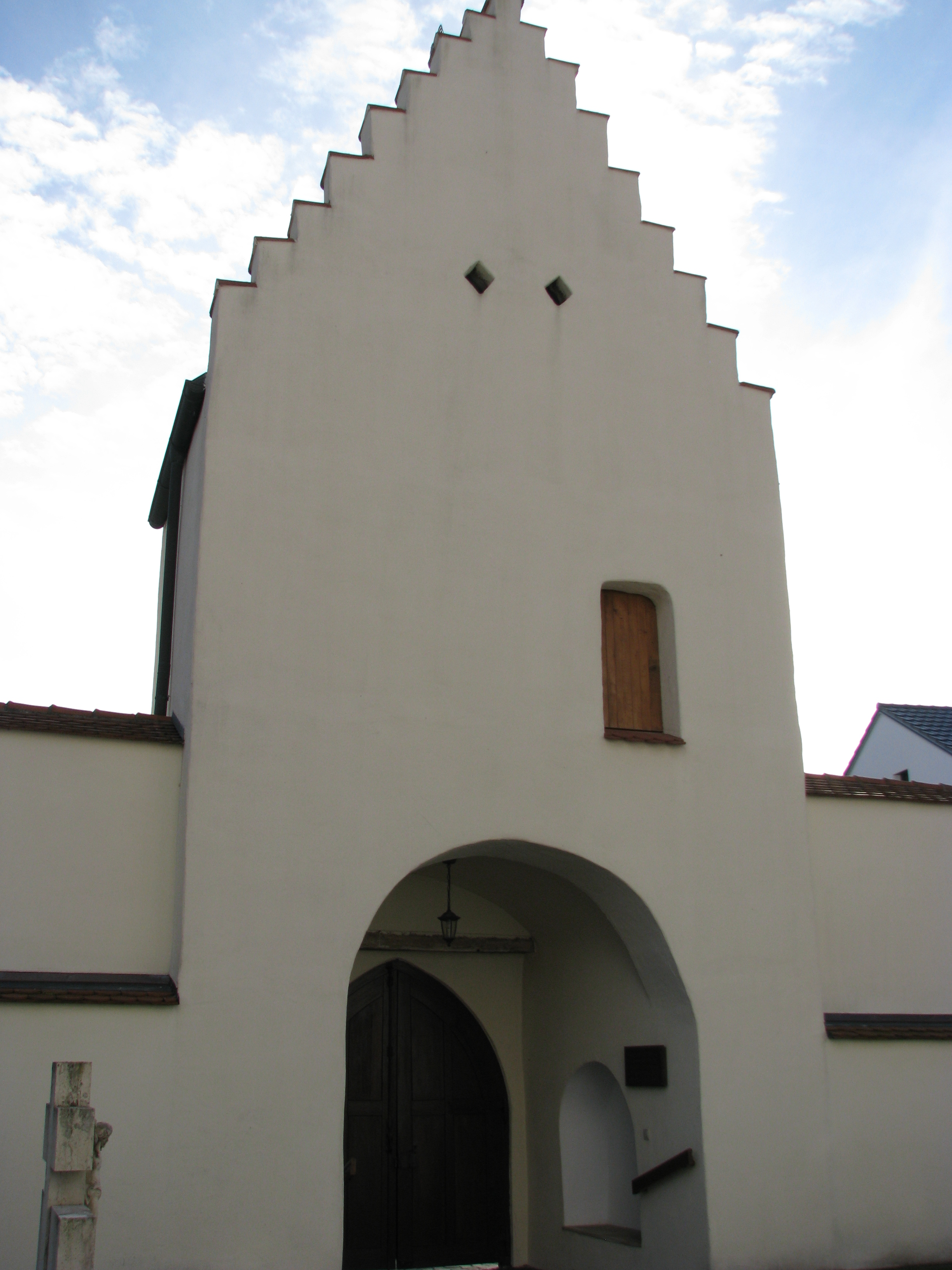
Der Torturm, vom Friedhof her gesehen

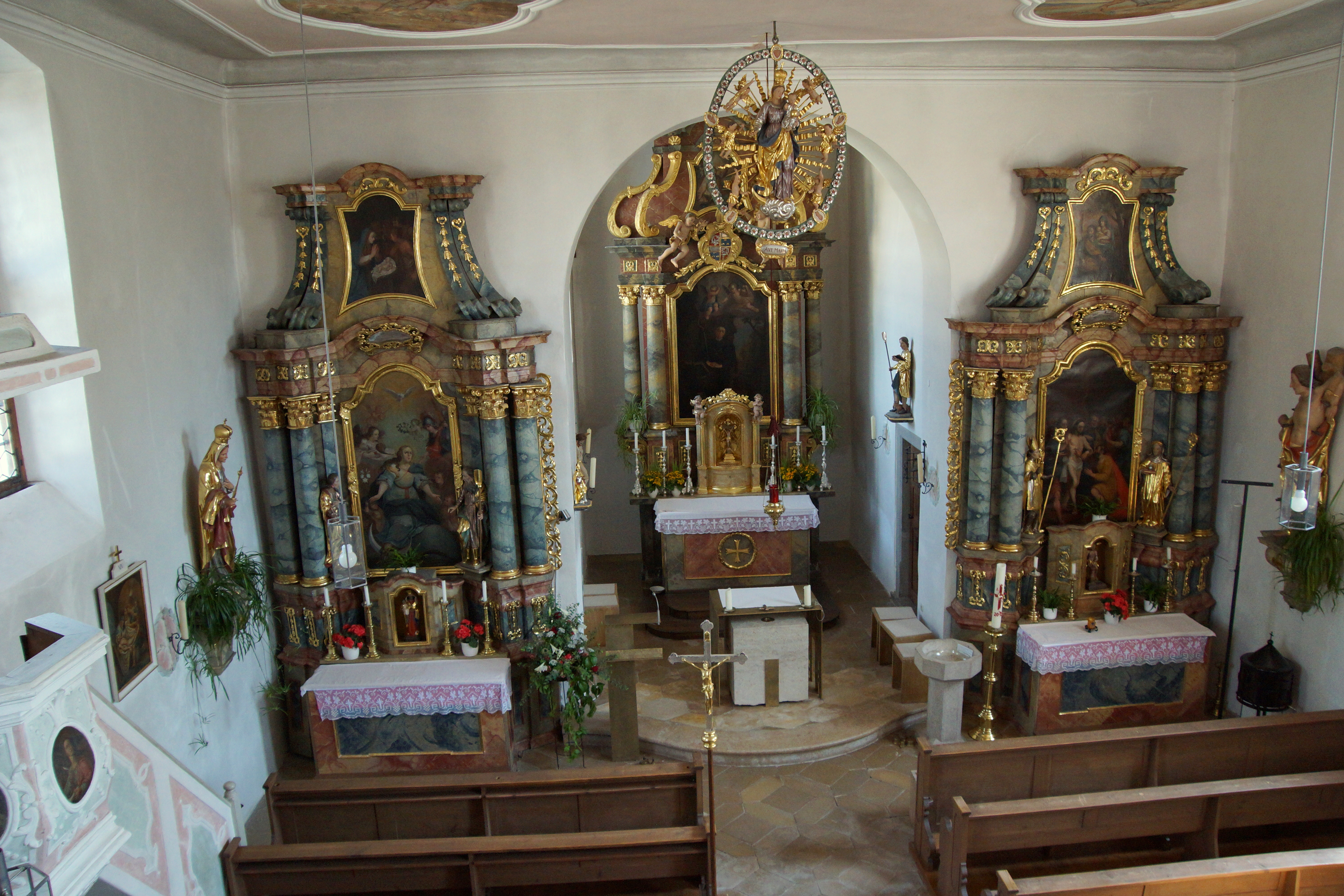
Blick in die Kirche zu den Barockaltären hin

## Geschichte
„Reggenhofen“ wurde erstmals 1285 urkundlich erwähnt, als Konrad Kropf von Kipfenberg einen Hof dem Kloster Seligenporten übereignete. Es handelt sich bei der aus dem Mittelalter stammenden, aber in ihrer heutigen Form erst 1692/1693 erbauten Kirche um eine Wehrkirchenanlage. 1422 wurde bei der Stiftung der Mittelmesse an der Sebastianskapelle (über dem Karner) von Greding der dortige Geistliche verpflichtet, einmal wöchentlich und an Sonn- und Feiertagen in Röckenhofen zu zelebrieren. Das 1692/93 von Jakob Engel aus Eichstätt und Giovanni Battista Camessina erbaute Gotteshaus wurde 1746 nach Plänen des Hofbildhauers Matthias Seybold auf 13 × 9 Meter erweitert. Die Stuckdecke und die Stuckkanzel fertigte Franz Horneis 1747, die Decken- und Emporenbrüstungsgemälde Hugo Ernst Murmann. Am 13. Mai 1770 fand die Konsekration statt. 1860 erhielt der Turm über den gotischen Untergeschossen einen neuen, an den Ecken abgeschrägten Aufsatz mit Pyramidendach. 1907 wurde die Kirche durch den Kunstmaler Pfleiderer (München) und den Fassmaler Martin Bengl (Obermässing) restauriert.  Röckenhofen, vormals Filiale von Greding, wurde 1922/23 mit Herrnsberg als Pfarrei Röckenhofen aus Greding ausgepfarrt; 1921 war bereits ein Pfarrhaus erbaut worden. 1937/38 stand in der Kirche eine „alte“ Orgel des Eichstätter Orgelbauers Bittner; im Turm hingen zwei Glocken von 1786 und 1873. Altar, Ambo und Sedilien wurden 2005 vom Bildhauer Konrad Risch aus Kaldorf gestaltet.
1980/81 wurde die ringsum noch vorhandene, aber nur im Süden sich noch in voller Höhe zeigende mittelalterliche Kirchhofbefestigung mit dem Torturm, der ebenfalls ein Satteldach zwischen Treppengiebeln aufweist, renoviert.

## Baubeschreibung
Das Baudenkmal ist in der Liste de Baudenkmäler in Greding folgendermaßen beschrieben:
Katholische Pfarrkirche St. Ägidius: Chorturmanlage mit Walmdach und Turm mit achtseitigem Aufsatz und Spitzhelm, flachgedecktes Langhaus mit eingezogenem Chor, Turmuntergeschoss mittelalterlich, Langhaus von Johann Baptist Camesina, 1693, Turmobergeschoss 1860; mit Ausstattung
Kirchhofbefestigung mit Wehrgang, mittelalterlich 
Torturm: zweigeschossiger Massivbau mit getrepptem Giebel, mittelalterlich 